# Асен Божков
Асен Стоименов Божков е български офицер (полковник), военен деец от Втората световна война (1941 – 1945).

## Биография
Асен Божков е роден на 23 януари 1897 година в кюстендилското село Горна Лисина. През 1919 година завършва Военното на Негово Величество училище и е произведен в чин подпоручик. На 30 януари 1923 е произведен в чин поручик, а на 15 юни 1928 в чин капитан. През 1929 г. капитан Божков е назначен на служба в 13-и пехотен рилски полк, а от следващата година служи в 14-и пехотен македонски полк и от същата година отново е върнат на служба в 13-и полк. От 1931 г. служи в 3-ти пограничен участък и през 1934 г. отново е на служба в 13-и полк. През 1935 г. служи в 3-та т. к. дружина, след което същата година отново е върнат в 13-и полк.
На 6 май 1936 г. е произведен в чин майор, а от 1938 г. служи в 4-та погранична рота. На 6 май 1940 г. е произведен в чин подполковник и от същата година служи в 6-и пехотен търновски полк. През 1943 г. е назначен за интендант на 10-а пехотна дивизия. В периода 9 август 1943 – 1944 е командир на 35-и пехотен врачански полк, който тогава е в състава на 6-а пехотна бдинска дивизя, част от 1-ви окупационен корпус, като на 14 септември 1943 г. е произведен в чин полковник. Уволнен е през 1944 година..
Брат му Никола Божков също е български офицер, загива в Първата световна война като капитан във 2-ро аеропланно отделение на въздушни войски.

## Военни звания
- Подпоручик (1919)
- Поручик (30 януари 1923)
- Капитан (15 юни 1928)
- Майор (6 май 1936)
- Подполковник (6 май 1940)
- Полковник (14 септември 1943)